# Башмаков, Сергей Сергеевич
 Сергей Сергеевич Башмаков  (5 декабря 1867 — 15 августа 1908) — кирсановский уездный предводитель дворянства.

## Биография
Происходил из дворян Тамбовской губернии. Сын губернского предводителя дворянства, действительного статского советника Сергея Дмитриевича Башмакова и жены его Варвары Карловны Шмидт. Внук гражданского губернатора Таврической губернии Дмитрия Евлампиевича Башмакова.
В 1885 году он был определён в Пажеский корпус, а в 1886 году переведён в младший специальный класс. 9 августа 1888 года по окончании курса из камер-пажей произведён в корнеты Кавалергардского полка. 16 сентября 1889 года зачислен в запас гвардейской кавалерии. С 1894 по 1899 год был кирсановским уездным предводителем дворянства. Скончался 15 августа 1908 года.

## Семья
Был женат на Елизавете Александровне Батуриной (23.11.1870; Висбаден— ?), дочери сенатора Александра Дмитриевича Батурина и внучке Д. Е. Башмакова, имели детей: Александра и Марию (20.08.1890; Карлсруэ).